# José Narváez
Josse Narváez (né Josse Alejandro Narváez le 20 janvier 1978 à Sahagún en Colombie), est un chanteur et acteur de télévision colombien. Il est connu pour ses rôles de protagoniste dans les telenovelas.

## Carrière
José est né à Sahagún (Córdoba). Il arrive à cinq ans à Bogota et à partir de ce moment-là, il montre un penchant pour l'art. Facette qu'il commence à  développer très jeune en faisant partie de différents groupes musicaux, tels que la chorale et l'orchestre de son école.
Durant l'enregistrement d'une série de télévision dans une rue proche de son école, il attire l'attention des producteurs grâce à son chant. Ils l'invitent à participer à une émission pour enfants appelée Imagínate, dirigée par Maria Angélica Mallarino et qui a permis de démarrer des carrières artistiques ou musicale à Danna García et Carolina Sabino entre autres.
Les années suivantes, José participe à diverses telenovelas, séries musicales et pièces de théâtre. Il devient un artiste au niveau national. Il intègre aussi des formations musicales et enregistre des jingles publicitaires.
À l'âge de 16 ans, José décide d'interrompre temporairement cette carrière pour se consacrer à ses études. Finalement, il est diplômé en communication  sociale et journalisme à l'université Externe de Colombie. Durant cette période, il continue à faire de la musique.
Ensuite José se met à travailler dans le domaine commercial d'une grande entreprise colombienne. Une tragédie familiale dans laquelle son frère a perdu la vie. Cela a changé sa façon d'envisager la vie.
Le mannequinat et les publicités à la télévision lui ont permis d'être connu comme mannequin et de faire ses études en art dramatique et technique vocale, ce qui lui facilite le retour aux séries et telenovelas.
En 2003, il participe à l'émission Protagonistas de Novela. Il joue dans des séries et des telenovelas comme Los Reyes, Por Amor, La dama de Troya, Mujeres asesinas, Amor de mis Amores, Decisiones, Así es la vida, Zona rosa , La Traicionera, entre autres.
En 2009, tandis qu'il joue dans la telenovela Oye Bonita, il finit de mettre au point son premier disque Mi sueño. Il est invité à interpréter ses chansons au Madisson Square Garden de New York pour la fête de l'indépendance des Colombiens de cette ville et aussi à Miami, en Floride avec des artistes comme Jorge Celedón, Víctor Manuel, Eddi Herrera, Adriana Bottina et Silvestre Dangón entre autres.  Puis il est invité à ouvrir la cérémonie des Premios Tv y novelas à Bogota.
Carlos Huertas devient son producteur; les musiques de son disque, Pero vuelve, sont de José David Arcila et de Carlos Huertas.
En mai et juin 2015, José enregistre le film Santiago Apóstol, une production de José Manuel Brandariz. Il interprète Jésus au côté de Julián Gil qui tient le rôle-titre.

## Filmographie

### Realitys
- 2003 : Protagonistas de novela

### Telenovelas
- 2004 : Amor de mis amores : Esteban Santoyo
- 2006 : Por amor : Vinicio Rivero del Castillo
- 2007 : Zona rosa
- 2008 : Oye bonita  - Efraín
- 2009 : La dama de Troya : Esteban Camargo
- 2010 : La magia de Sofía
- 2011 : La traicionera : Hernán Posada
- 2012 : ¿Quién eres tú? : Iván Cuéllar
- 2013 : La ronca de oro : Pepe Pardo
- 2014 : Fugitivos : Ricardo Pradilla (Antagoniste principal)
- 2015 : Diomedes, el Cacique de La Junta : Sergio
- 2015 - 2016 : Celia : René Neira
- 2016 : Sinú, río de pasiones : José Diaz Granados
- 2017 : El Comandante : Iván Fonseca

### Présentateur
- 2017 - Actuellement : Guerreros

### Films
- 2016 : Santiago Apóstol : Jésus-Christ

## Nominations et récompenses

### Premios TvyNovelas
| Année | Catégorie                                         | Telenovela ou série | Résultat |
| ----- | ------------------------------------------------- | ------------------- | -------- |
| 2012  | Meilleur acteur d'équipe artistique de telenovela | La Traicionera      | Nommé    |
| 2015  | Meilleur acteur antagoniste de série              | Fugitivos           | Nommé    |